# Liste der Listen von jüdischen Friedhöfen
Im Folgenden eine (alphabetisch sortierte) Liste von Listen jüdischer Friedhöfe. 
- Liste jüdischer Friedhöfe in Belgien
- Liste jüdischer Friedhöfe in Bosnien und Herzegowina
- Liste jüdischer Friedhöfe in Bulgarien
- Liste jüdischer Friedhöfe in Dänemark
- Liste jüdischer Friedhöfe in Deutschland
  - Liste jüdischer Friedhöfe in Baden-Württemberg
  - Liste jüdischer Friedhöfe in Bayern
  - Liste jüdischer Friedhöfe in Berlin
  - Liste jüdischer Friedhöfe in Brandenburg
  - Liste jüdischer Friedhöfe in Bremen
  - Liste der jüdischen Friedhöfe im Kreis Düren
  - Jüdische Friedhöfe in Frankfurt am Main
  - Liste jüdischer Friedhöfe in Hamburg
  - Liste jüdischer Friedhöfe in Hessen
  - Liste der jüdischen Friedhöfe im Kraichgau
  - Liste jüdischer Friedhöfe in Mecklenburg-Vorpommern
  - Liste jüdischer Friedhöfe in Niedersachsen
  - Liste jüdischer Friedhöfe in Nordrhein-Westfalen
  - Liste jüdischer Friedhöfe im Oldenburger Land
  - Liste jüdischer Friedhöfe in Ostfriesland
  - Liste der jüdischen Friedhöfe im Rhein-Erft-Kreis
  - Liste jüdischer Friedhöfe im Rhein-Sieg-Kreis
  - Liste jüdischer Friedhöfe in Rheinland-Pfalz
  - Liste jüdischer Friedhöfe im Saarland
  - Liste jüdischer Friedhöfe in Sachsen
  - Liste jüdischer Friedhöfe in Sachsen-Anhalt
  - Liste jüdischer Friedhöfe in Schleswig-Holstein
  - Liste jüdischer Friedhöfe in Thüringen
- Liste jüdischer Friedhöfe in Estland
- Liste jüdischer Friedhöfe in Finnland
- Liste jüdischer Friedhöfe in Frankreich
- Liste jüdischer Friedhöfe in Griechenland
- Liste jüdischer Friedhöfe in Irland
- Liste jüdischer Friedhöfe in Italien
- Liste jüdischer Friedhöfe in Kroatien
- Liste jüdischer Friedhöfe in Lettland
- Liste jüdischer Friedhöfe in Litauen
- Liste jüdischer Friedhöfe in Luxemburg
- Liste jüdischer Friedhöfe in der Republik Moldau
- Liste jüdischer Friedhöfe in den Niederlanden
- Liste jüdischer Friedhöfe in Nordmazedonien
- Liste jüdischer Friedhöfe in Norwegen
- Liste jüdischer Friedhöfe in Österreich
- Liste jüdischer Friedhöfe in Polen
- Liste jüdischer Friedhöfe in Portugal
- Liste jüdischer Friedhöfe in Rumänien
- Liste jüdischer Friedhöfe in Russland
- Liste jüdischer Friedhöfe in Schweden
- Liste jüdischer Friedhöfe in der Schweiz
- Liste jüdischer Friedhöfe in Serbien
- Liste jüdischer Friedhöfe in der Slowakei
- Liste jüdischer Friedhöfe in Slowenien
- Liste jüdischer Friedhöfe in Spanien
- Liste jüdischer Friedhöfe in Tschechien
- Liste jüdischer Friedhöfe in der Ukraine
- Liste jüdischer Friedhöfe in Ungarn
- Liste jüdischer Friedhöfe in den USA
- Liste jüdischer Friedhöfe im Vereinigten Königreich
- Liste jüdischer Friedhöfe in Weißrussland